# Football Writers' Association
Football Writers' Association (FWA) är en sammanslutning av engelska fotbollsjournalister och korrespondenter som skriver för tidningar och byråer, grundad 1947.
Varje år presenterar FWA utmärkelsen Årets fotbollsspelare i England till årets bästa spelare och utmärkelsen Tribute Award till en person som har gjort ett enastående bidrag till lagets spel. Den främsta utmärkelsen, Årets fotbollsspelare i England, ses som en av de två mest prestigefyllda individuella priserna i engelsk fotboll tillsammans med Årets fotbollsspelare i England (PFA) utmärkelsen.